# Cerodrillia thea
Cerodrillia thea är en snäckart som först beskrevs av Dall 1884.  Cerodrillia thea ingår i släktet Cerodrillia och familjen Drilliidae. Inga underarter finns listade i Catalogue of Life.